# Davidi Kitai
Davidi Kitai (Anversa, 28 settembre 1979) è un giocatore di poker belga.

## Poker
Alle WSOP del 2008 vince il suo primo braccialetto nel torneo $2,000 Pot-Limit Hold'em, diventando il primo giocatore belga a vincere un braccialetto delle WSOP.
Nel 2009 si classifica quarto nel torneo $10,000 World Championship Pot Limit Hold'em, vincendo $183,638.
Nel febbraio 2011, vince il torneo Celebrity Invitational event del WPT, per $100,000.
Nel 2012 vince il suo primo titolo dell'EPT nella tappa di Berlino, guadagnando €712,000.
Alle WSOP del 2013 vince il suo secondo braccialetto nel torneo $5,000 Pot-Limit Hold'em event, per $224,560. L'anno successivo vince il terzo braccialetto nel torneo $3,000 No-Limit Hold'em!Six Handed, per $508,640.
Al 2015 le sue vincite nei tornei live superano i $6,631,056, di cui $2,100,650 grazie ai piazzamenti a premio alle WSOP.

## Braccialetti delle WSOP
| Anno | Torneo                             | Premio   |
| ---- | ---------------------------------- | -------- |
| 2008 | $2,000 Pot-Limit Hold'em           | $244,583 |
| 2013 | $5,000 Pot-Limit Hold'em           | $224,560 |
| 2014 | $3,000 No-Limit Hold'em Six Handed | $508,640 |